# Църква на Гърция
Църквата на Гърция (на гръцки: Εκκλησία της Ελλάδος, катаревуса: Ἐκκλησία τῆς Ἑλλάδος) е православна автокефална поместна църква, начело с архиепископ. Катедрален храм на архиепископа е „Благовещение Богородично“ в Атина.

## История и диоцез
В диоцеза на Църквата на Гърция първоначално се включват епархиите в границите на Гърция от 1833 година до линията Арта-Волос. Още със създаването ѝ като национална такава на кралство Гърция, възникват търкания между Светия синод и Вселенска патриаршия с обвинения от страна на Фенер във филетизъм под претекст католическата конфесия на крал Отон I Гръцки. От гръцка страна главен защитник на автокефалията е Теоклит Фармакидис.
Предвид гръцкото самосъзнание царящо във Фенер, взаимоотношенията между църквата на Гърция и Вселенската патриаршия са изгладени с томос от 29 юни 1850 година, обаче постфактум се появяват нови дразги, след като на няколко пъти се разширяват границите на Гърция на север с присъединяването на Йонийските острови (1864) и Арта с почти цяла Тесалия (по силата на цариградския договор от лятото на 1881 г.). Със свои синодални актове от 1866 г. и 1882 г. църквата на Гърция обсебва и включва тези нови територии, изтръгвайки ги от диоцеза на Цариградската патриаршия. Отново се появяват търкания между Фенер и Атина, но не такива като с българската схизма. След Балканските и ПСВ е присъединена към кралство Гърция цяла Северна Гърция с Атон, отново вселенски диоцез. Едва със синодален акт от 4 септември 1928 г., потвърден с гръцки закон, се разделят взаимно диоцезите между Фенер и Атина на територията на днешна Гърция. Това е и конституционно положение. 
Отделно от това на територията на Гърция съществува и полуавтономна Църква на Крит и Додеканезите, които като присъединени към Гърция след ВСВ са в прекия диоцез на Вселенската патриаршия.
По този начин йонийската и тесалийската (без Еласона, но с Арта) територия остава в диоцеза на църквата на Гърция. а останалите така наречени нови области в Северна Гърция (Епир, Македония и Еласона) са под върховенството на Вселенската патриаршия, но се администрират от Църквата на Гърция.

## Особен статут
По силата на положения от Лозанския договор е скрепена монашеска република Света гора, също номинално в диоцеза на Вселенската патриаршия. Предходно, т.е. от 1833 г. до 29 юни 1850 г. църквата на Гърция е схизматична и обвинявана от Вселенската патриаршия в етнофилетизъм.

### Други източници
- ((el)) Εκκλησία της Ελλάδος